# 苏国辉
苏国辉（1948年1月1日—），男，原籍广东顺德，生于香港，中国神经解剖学家。香港大学医学院教授、神经科学研究中心主任。

## 生平
1948年生于香港，原籍广东顺德。1973年毕业于东北大学生物系。1977年获美国麻省理工学院博士学位。1999年当选为中国科学院院士。